# Публий Сальвий Юлиан
Луций Октавий Корнелий Публий Сальвий Юлиан Эмилиан (лат. Lucius Octavius Cornelius Publius Salvius Iulianus Aemilianus) — римский юрист, родом из Гадрумета, был дедом матери императора Дидия Юлиана. При императоре Адриане он принадлежал к числу членов совета императора, занимал должности претора, консула и городского префекта.
Будучи последователем сабинианской школы, всегда близкой ко двору, благодаря своим консервативным и чисто сервилистическим тенденциям, резко проявившимся уже в основателе школы, Капитоне, Юлиан при императоре Адриане сыграл крупную политическую роль в качестве редактора преторского эдикта, нанеся этой редакцией последний удар свободному развитию римского права. Как учёный юрист, Юлиан знаменит главным образом своими «Дигестами» в 95 книгах, написанными в конце царствования Адриана и при Антонине, содержащими комментарий Адрианова эдикта, богатый казуистикой и литературными указаниями. Значительное количество извлечений из этого и других трудов Юлиана (libri ad Ursenium и ad Minicium, liber singularis de ambignitatibus) вошло в «Дигесты» Юстиниана и известно из ссылок позднейших юристов, на которых Юлиан имел огромное влияние. Восстановить литературную и научную физиономию Юлиана на основании этих отрывков новейшему исследователю их, Булю, не удалось.
Большинство писателей сходится на том, что Юлиан обладал огромными сведениями в практической жизни, откуда и заимствовал свою богатую казуистику, остроумием и находчивостью в решении спорных вопросов права, уменьем подняться от частного случая к общим началам, необыкновенной ясностью языка и силой выражения мыслей.